# Wera Walerjewna Sessina
Wera Walerjewna Sessina (russisch Вера Валерьевна Сесина; * 23. Februar 1986 in Jekaterinburg, Russische SFSR, Sowjetunion) ist eine russische rhythmische Sportgymnastin. Sie ist mehrfache russische Meisterin, Europameisterin und Weltmeisterin in dieser Disziplin.     

## Karriere
Wera Walerjewna Sessina begann im Jahr 1993 – im Alter von sieben Jahren – mit der rhythmischen Sportgymnastik. Schon früh zog sie in ein russisches Trainingszentrum, um ihr Talent zu fördern. Im Jahr 2001 zog sie nach Moskau und wurde dort von Irina Alexandrowna Winer-Usmanowa trainiert. Bei der Europameisterschaft 2002 gab die Russin ihr internationales Debüt, wo sie jedoch keine Medaille gewann. Ein Jahr später holte sie Gold im Mannschaftsmehrkampf. Insgesamt gelangen ihr bis zu ihrem Karriereende 2009 weitere sieben Medaillengewinne. Auch bei Weltmeisterschaften trat Sessina erfolgreich auf. Hier stach sie vor allem 2005 und 2007 mit mindestens zwei Medaillengewinnen heraus. 2008 verpasste sie die Teilnahme an den Olympischen Spielen. Nach ihrem Karriereende wurde Sessina als Vertreterin für rhythmische Gymnastik in die Fédération Internationale de Gymnastique gewählt.